# Duque de Norfolk
Duque de Norfolk é um título nobiliárquico inglês e é detido pela família Howard desde 1483.
O duque actual é Edward Fitzalan-Howard, que herdou o título pela morte do pai, Miles Francis Stapleton, em 2002. A residência oficial do Duque de Norfolk é o Castelo de Arundel, em Sussex, muito embora o título se refira ao condado de Norfolk.
O Ducado de Norfolk é um dos últimos títulos britânicos que detém o direito hereditário de formar parte da Câmara dos Lordes, e o seu detentor é designado como Premier Duke, o Primeiro Duque no Pariato da Inglaterra e, adicionalmente, detém também o título de Earl Marshal e Marechal Hereditário da Inglaterra. Com o título de Conde de Arundel é também designado o Primeiro Conde.
Os Duques de Norfolk tipicamente detêm outros títulos subsidiários, como o Condado de Arundel (Earl of Arundel). Historicamente foram uma das primeiras famílias aristocráticas em Inglaterra. Toda a família é tradicionalmente católica e o principal representante do Recusacionismo inglês.
Todos os antigos e actuais duques descendem de Eduardo I de Inglaterra.

## Duque de Norfolk, criação de (1483)
- John Howard, 1.º Duque de Norfolk (1430–1485)
  -  Thomas Howard, 2.º Duque de Norfolk (1443–1524)
    -  Thomas Howard, 3.º Duque de Norfolk (1473–1554)
      - Henry Howard, conde de Surrey (1516-1547)
        -  Thomas Howard, 4.º Duque de Norfolk (1538–1572)
          - Philip Howard, 13º Conde de Arundel (1557-1595) 
            - Thomas Howard, 14º Conde de Arundel (1585-1646)
              - Henry Howard, 15º Conde de Arundel (1608-1652)
                -  Thomas Howard, 5.º Duque de Norfolk (1627–1677)
                -  Henry Howard, 6.º Duque de Norfolk (1628–1684)
                  -  Henry Howard, 7.º Duque de Norfolk (1655–1701)
                  - Thomas Howard (1662–1689) 
                    -  Thomas Howard, 8.º Duque de Norfolk (1683–1732)
                    -  Edward Howard, 9.º Duque de Norfolk (1685–1777)

                - Carlos Howard (1630–1713)
                  - Henry Charles Howard (m. 1720)
                    -  Charles Howard, 10.º Duque de Norfolk (1720–1786)
                      -  Charles Howard, 11.º Duque de Norfolk (1746–1815)

                - Coronel Bernard Howard (1641–1717)
                  - Bernard Howard (1674–1735)
                    - Henry Howard (1713-1787)
                      -  Bernard Howard, 12.º Duque de Norfolk (1765–1842)
                        -  Henry Howard, 13.º Duque de Norfolk (1791–1856)
                          -  Henry Fitzalan-Howard, 14.º Duque de Norfolk (1815–1860)
                            -  Henry Fitzalan-Howard, 15.º Duque de Norfolk (1847–1917)
                              -  Bernard Fitzalan-Howard, 16.º Duque de Norfolk (1908–1975)

                        - Edward George Fitzalan-Howard, 1º Barão Howard de Glossop (1818–1883)
                          - Francis Fitzalan-Howard, 2º Barão Howard de Glossop (1859–1924)
                            - Bernard Fitzalan-Howard, 3º Barão Howard de Glossop (1885–1972)
                              -  Miles Fitzalan-Howard, 17.º Duque de Norfolk (1915–2002)
                                -  Edward Fitzalan-Howard, 18.º Duque de Norfolk (* 1956)

                      - Edward Charles Howard (1774-1816)
                        - Edward Gyles Howard (1805-1840)
                          - Edward Henry Howard (1829-1892) Cardeal

### Linha de Sucessão
- Miles Fitzalan-Howard, 17.º Duque de Norfolk (1915–2002)
  - Edward Fitzalan-Howard, 18.º Duque de Norfolk (* 1956)
    - (1). Henry Fitzalan-Howard, Conde de Arundel (n. 1987)
    - (2). Lord Thomas Jack Fitzalan-Howard (n. 1992)
    - (3). Lord Philip Fitzalan-Howard (n. 1996)

  - (4). Lord Gerald Bernard Fitzalan-Howard (n. 1962)
    - (5). Arthur Stapleton Desmond Fitzalan-Howard (n. 1991)